# Шютц, Фридрих
Фридрих Шютц (нем. Friedrich Schütz; 24 апреля 1844, Прага — 22 декабря 1908, Вена) — австрийский драматург, редактор, журналист.

## Биография
Из еврейской семьи. Учился в Пражском коммерческом училище, однако затем решил посвятить себя сочинительству. Получил известность пьесами с политическим подтекстом. В 1869 г. привлёк к себе внимание комедией «Взаимно» (нем. Gegenseitig), в 1871 г. представил драму «Происки» (нем. Kabale), прошедшую по многим сценам Австро-Венгрии и Германии, в том же году появилась драма «Вильгельм Завоеватель» (нем. Wilhelm der Eroberer). Одновременно работал пражским корреспондентом венской газеты Neue Freie Presse, затем в 1873—1879 гг. её главный редактор. В 1895 г. опубликовал книгу очерков «Венские театральные впечатления» (нем. Wiener Theater-Eindrücke). На рубеже веков входил в круг основателей Городского театра имени юбилея императора (нем. Kaiser-Jubiläums-Stadttheater), в дальнейшем преобразованного в Венскую народную оперу. Был депутатом муниципального совета района Хернальс.

## Семья
Был женат на оперной певице Берте фон Дильнер. Их дочь Берта Паули (1878—1927) вышла замуж за химика Вольфганга Йозефа Паули (1869—1955), в этом браке родился физик Вольфганг Паули.